# ALONE (B'zの曲)
「ALONE」（アローン）は、日本の音楽ユニット・B'zの楽曲。1991年10月30日にBMGルームスより9作目のシングルとして発売された。

## 概要
5thアルバム『IN THE LIFE』からの先行シングル。
このシングルからB'zのロゴマークが新しくなった。また、松本・稲葉の英語クレジットが従来のロゴの下から右に変更になった。同時にクレジットも変更され、それぞれのパートが外れて"TAKAHIRO MATSUMOTO"・"KOHSHI INABA"と名前のみになった。なお、このロゴマークは1993年の13thシングル『裸足の女神』まで使用される。
ジャケットの表には左側に稲葉の顔が左半分、右側に松本の顔が右半分映っている。裏ジャケットには稲葉の顔の右半分と松本の顔の左半分が映っていて、2枚以上同じジャケットの表と裏を組み合わせるとそれぞれの顔が完成する様になっている。
前作『LADY NAVIGATION』に続き、2週連続1位、オリコンの集計ではミリオンセラー。この年、B'zはCDセールスナンバーワンアーティストになった。
2003年3月26日にリマスタリング、12cm化で再発売された。

## 収録曲
| 全作詞: 稲葉浩志、全作曲: 松本孝弘、全編曲: 松本孝弘・明石昌夫。 |                 |          |            |      |
| #                                                                | タイトル        | 作詞     | 作曲・編曲 | 時間 |
| 1.                                                               | 「ALONE」       | 稲葉浩志 | 松本孝弘   | 6:03 |
| 2.                                                               | 「GO-GO-GIRLS」 | 稲葉浩志 | 松本孝弘   | 3:48 |
| 合計時間:                                                        | 合計時間:       | 9:51     |            |      |

## 楽曲解説
1. ALONE
  - イントロで初めてオーケストラ・ヒットを使用している。シングル曲では「愛しい人よGood Night...」の6分13秒に次いで演奏時間が長いが、5thアルバム『IN THE LIFE』とバラード・ベスト・アルバム『The Ballads 〜Love & B'z〜』収録のバージョンではラストのコーラスが冒頭にも追加されており、そちらは「愛しい人よGood Night...」よりも長い6分20秒である。 ちなみに、松本は5thアルバム『IN THE LIFE』収録曲の「もう一度キスしたかった」をシングルにしたかったが、スタッフの判断でこちらがシングルとなった[7]。
  - GLAYのTAKUROが、思い出の曲の一つに挙げている[8]。
2. GO-GO-GIRLS
  - 坪倉唯子に提供した「GO-GO-GIRLS」のセルフカバー[9]。女性目線の歌詞になっている。
  - 曲中に登場する歓声は、『B'z LIVE-GYM "Pleasure '91"』（7月31日の日本武道館公演）で録音した観客の歓声をサンプリングしたもの[10]。
  - 現在もアルバム未収録のままである。

## タイアップ
- 関西テレビ・フジテレビ系ドラマ『ホテルウーマン』主題歌（#1）

## 参加ミュージシャン
- 松本孝弘:ギター、全曲作曲・編曲、コーラス（#1）
- 稲葉浩志:ボーカル、全曲作詞、コーラス（#1）
- 明石昌夫:全曲編曲、マニピュレーター（#1）
- 田中一光:ドラム（#1）
- 青山純:ドラム（Great Fuckin' Fill）（#2）
- 小野塚晃:キーボード
- 坪倉唯子:コーラス（#2）
- B+U+M

## 収録アルバム
ALONE
- IN THE LIFE（アルバムバージョン）
- ホテルウーマン オリジナルサウンドトラック
- B'z TV Style SONGLESS VERSION（TV Style）
- B'z The Best "Pleasure"
- The Ballads 〜Love & B'z〜（アルバムバージョン）
- B'z The Best "ULTRA Pleasure"
- B'z The Best XXV 1988-1998

## ライブ映像作品
ALONE
- "BUZZ!!" THE MOVIE
- B'z LIVE-GYM 2005 -CIRCLE OF ROCK-
- B'z The Best XXV 1988-1998（特典DVD）
- B'z LIVE-GYM Pleasure 2013 ENDLESS SUMMER -XXV BEST-
- B'z COMPLETE SINGLE BOX（特典DVD）
- B'z LIVE-GYM Pleasure 2018 -HINOTORI-
- B'z SHOWCASE 2020 -5 ERAS 8820- Day1〜5

## 他アーティストによるカバー
- 中森明菜 - アルバム『歌姫3 〜終幕』に収録。
- W-NAO - アルバム『W-NAO』に収録。
- エリック・マーティン - アルバム『Mr. Rock Vocalist』に収録。演奏にはスティーヴィー・サラスも参加している[11]。

またライブでは、Revo（Sound Horizon、Linked Horizon）などがこの曲をカバーしたことがある。